# Térillos
Térillos ou Térille (grec : Τήριλλος), début Ve siècle av. J.-C.) était le fils de Crinippus, tyran d'Himère, en Sicile.

## Biographie
Aucune source ne relate l'accession au pouvoir de Térillos et aucune information n'est disponible pour les historiens concernant la durée ou les événements de son règne. Les connaissances sur Térillos proviennent essentiellement de ses interactions avec d'autres personnages historiques.
Térillos cherche à consolider son pouvoir comme tyran d'Himère en donnant sa fille Cydippe en mariage à Anaxilas II, tyran de Rhêgion. Il entretient également de bonnes relations avec le  général carthaginois Hamilcar de Giscon.
Quand Térillos fut expulsé d'Himère par Théron d'Acragas, tyran d'Agrigente, il demanda l'aide des Carthaginois. Son gendre offre ses propres enfants en otage aux Carthaginois. En réponse, les Carthaginois décident de restaurer le pouvoir de Térillos à Himère, en utilisant sa requête comme base afin d'étendre leur pouvoir en Sicile. L'expulsion de Térillos par Théron d'Acragas sert ainsi de prétexte à une grande expédition carthaginoise, sous Hamilcar, contre les cités grecques de Sicile, qui se solde par une défaite majeure des Carthaginois à la bataille d'Himère en 480 av. J.-C..